# Dolores Tosta de López de Santa Anna
Dolores Tosta de López de Santa Anna, de soltera María de los Dolores Diega Ignacia Tosta Gómez. (Ciudad de México, 29 de junio de 1827-Ibidem, 11 de agosto de 1886) fue primera dama de México por su matrimonio con Antonio López de Santa Anna.

## Matrimonio
Fue hija de Bonifacio Tosta Sánchez-Montaño, rico minero nacido en Madrid, España, y de su esposa, María Manuela Sabina Gómez Palomino, originaria de Córdoba, Veracruz. Contrajo matrimonio con el general Antonio López de Santa Anna el 8 de octubre de 1844, 40 días después de que este enviudara de María Inés de la Paz García de López de Santa Anna. El matrimonio se realizó por poderes. Un alcalde de apellido Cañedo representó al novio, con la asistencia de Valentín Canalizo, presidente de la República, cargo al que el novio había renunciado un año antes. 
La boda de López de Santa Anna con Dolores Tosta causó gran escándalo pues rompió los códices de luto de la época, que obligaban al cónyuge que se quedara viudo a guardar dos años de luto riguroso. No tuvieron descendencia.
Para alejarse de la escena política que, además de la boda, le reclamaba la pérdida de Texas, Santa Anna se autoexilió en La Habana, Cuba, de donde regresó en 1846 para defender al país en la Intervención estadounidense en México.

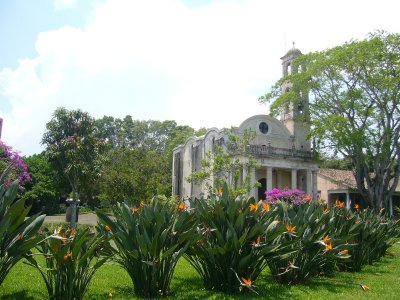

Aunque cuando viajaba el general López de Santa Anna, no llevaba a su esposa, sí lo acompañaba cuando cambiaba de residencia. Vivían en Palacio Nacional, tenían un palacete de descanso en Tacubaya, en terrenos que hoy están cerca de la Mapoteca, a un costado del Periférico y la hacienda El Lencero, Veracruz, que su marido compró en 1842 por 50 000 pesos, a donde iban frecuentemente, dado que Manga de Clavo había sido semidestruida después de la derrota de México en la guerra con Estados Unidos.

## Himno Nacional Mexicano
Sara Sefchovich afirma que a Dolores Tosta le gustaban las fiestas que organizaba con frecuencia, que asistía regularmente al teatro y la ópera y que “... en mayo de 1854 en una velada literaria en honor de Santa Anna, la soprano Henriette Sontag, hizo pública por primera vez la letra que para celebrar a la Patria había escrito (con un arreglo musical a la italiana) Francisco González Bocanegra... misma a la que se le pondría música propia cuando Jaime Nunó ganó el concurso respectivo y que se estrenaría en el mes de septiembre...”, es decir, escuchó así por vez primera la letra del Himno Nacional Mexicano. Una de las estrofas más efímeras fue la cuarta, dedicada a su marido:
Del guerrero inmortal de Zempoala 

Te defiende la espada terrible, 

Y sostiene su brazo invencible 

tu sagrado pendón tricolor. 

Él será del feliz mexicano 

en la paz y en la guerra el caudillo, 

porque él supo sus armas de brillo 

circundar en los campos de honor. 

## Exilio y regreso

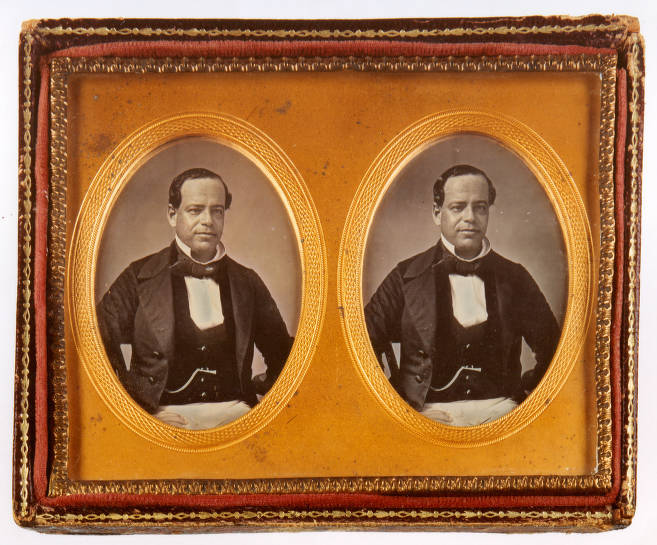
Antonio López de Santa-Anna en un daguerrotipo hecho alrededor de 1855, propiedad de la Texas photography collection

En 1855 el descontento de la población contra el presidente Antonio López de Santa Anna, «Su Alteza Serenísima», era creciente, lo que no impidió que el pintor Juan Cordero fuera contratado para hacer el retrato de Dolores Tosta, mismo que permite apreciar el aire imperial de la señora, a quien le llamaban «la flor de México».
El 12 de agosto de 1855 el presidente López de Santa Anna perdió el poder ante la triunfante Revolución de Ayutla. Él y Dolores Tosta salieron al exilio. Vivieron en Cuba, Estados Unidos, Colombia e isla de Santo Tomás, en el Caribe mientras en las calles de México se oía una copla:
Cayó Santa Anna, 

cayó el desventurado 

porque estaba mal parado 

solamente sobre un pie. 

Por decreto del gobierno liberal, en 1856 se embargaron todos los bienes de López de Santa Anna. Aunque el matrimonio vivió en El Lencero y la página del Museo informa que el general se la dio a su segunda esposa, el propio interesado dice en su testamento que se la dio a su hijo natural Manuel de Santa Anna, en un intento por protegerla de la incautación de bienes. Según él, quien hizo la expropiación fue Benito Juárez, pero, por la fecha lo más probable es que, como especifican otras fuentes, haya sido Ignacio Comonfort.
Desde el exilio, en repetidas ocasiones López de Santa Anna ofreció sus servicios al gobierno en funciones, incluyendo los de Juárez y Maximiliano. Fueron rechazados. Finalmente, tras muchos trámites, Dolores Tosta logró que su marido pudiera acogerse a la amnistía general del gobierno de Sebastián Lerdo de Tejada. Regresaron a México en 1874 y se instalaron en una casa de la calle de Vergara, hoy Bolívar, restos de la fortuna paterna que ella había podido conservar, tras pagar deudas y afrontar el desastre financiero de su marido, provocado tanto por el embargo de sus bienes como por su afición al juego y a las peleas de gallos.

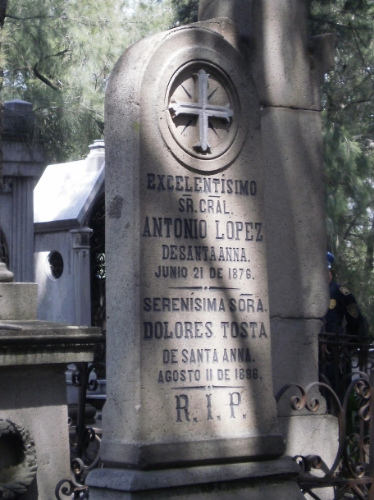
Dolores Tosta está enterrada con su marido

Cuenta la leyenda que para ayudar a que el anciano general se sintiera mejor, contrataba a gente que hiciera antesala y le pidiera algún favor. El 21 de junio de 1876 Dolores Tosta quedó viuda de don Antonio López de Santa Anna. A pesar de ser mucho más joven que él, le sobrevivió solo una década. Ambos están enterrados en el Panteón del Tepeyac, en el cerro que está detrás de la entonces Basílica, en la Villa de Guadalupe-Hidalgo, donde se firmó el Tratado que dio fin a la guerra con Estados Unidos.